# Золотокрылый вьюрок
Золотокрылый вьюрок (лат. Rhynchostruthus socotranus) — вид птиц из семейства вьюрковых. Подвидов не выделяют.

## Таксономия
Два других таксона птиц выделены в отдельные виды рода Rhynchostruthus и больше не объединяются с описываемым.

## Распространение
Эндемик острова Сокотра.

## Описание
Длина тела 14—15 см, масса 29—29,5 г. Среднего размера, крепкий и довольно короткохвостый вьюрок с большой головой и клювом. У самца чёрная как сажа голова до затылка, подбородка и верхней части грудки по центру, эта зона нарушается только белыми или серовато-белыми кроющими ушей; затылок и верхняя часть спины до низа спины серо-коричневые, на надхвостье и верхних кроющих перьях хвоста становятся однотонными серыми; хвост черновато-коричневый, с широкими жёлтыми краями на всех внешних рулевых перьях (проявляется в виде широких полос на закрытом хвосте); средние верхние кроющие крыла тёмно-серые, с жёлтыми кончиками, большие кроющие ярко-жёлтые (за исключением чёрных или черноватых внутренних кроющих), дистально окаймленные серые, а на концах светло-охристые, первостепенные кроющие и маховые перья чёрные, края второстепенных и нижних третьесиепенных перьев жёлтые или золотисто-жёлтые (могут быть белые или беловато-охристые), низ бледно-сероватый или размытый светло-охристый, подхвостье белое. Цвет радужных оболочек чёрный, клюв черноватый или тёмно-сланцево-серый, а ноги бледно-телесно-коричневые.
Самка похожа на самца, но чёрный цвет головы заменён тёмно-коричневым или черновато-коричневым, кроющие ушей более заметно серовато-белые, верх бледно-серый, с коричневатым оттенком, менее жёлтым по краям хвоста, грудь коричневая, снизу становится бледно-серой, а подхвостье — белым.

## Биология
В рацион входят разнообразные семена, почки и плоды, в том числе Euphorbia arbuscula, особенно семена Croton (вероятно, Croton socotranus) и небольшие красные ягоды дерева, напоминающие лавр (Lauraceae).
Гнездо и яйца не описаны.